# 斎藤貴男
斎藤 貴男（さいとう たかお、1958年（昭和33年）4月4日 - ）は、日本のジャーナリスト。九条の会傘下の「マスコミ九条の会」呼びかけ人を務める。

## 経歴
東京都生まれ。東京都立北園高等学校、早稲田大学商学部卒業、イギリス・バーミンガム大学大学院で国際学修士を取得。『日本工業新聞』、『プレジデント』編集部、『週刊文春』の記者を経てフリー。主に時事、社会、経済、教育問題等に関して、格差社会や新自由主義、政府による情報統制に対する批判などで知られている。
2007年、『週刊現代』にて「社史から「消えた」創業者とあの「七三一部隊」との関係－“タブー”を追うと見えてきたもの」に寄稿。御手洗冨士夫と七三一部隊が特別な関係にあるという報道をした。キヤノン株式会社と御手洗はこれを名誉棄損として、2億円の損害賠償と謝罪広告を求めて民事訴訟を提起した。1審の東京地方裁判所では見出しの内容に名誉棄損があったとして、講談社に200万円の支払いを命じたが、2審の東京高等裁判所でキヤノン側が逆転敗訴。最高裁でも御手洗らの上告が退けられた。
ゴミ屋敷の発生原因を「モノが溢れている現代社会」「人との繋がりが失われた現代社会」に求める。『追跡!AtoZ』（NHK）に出演した際は、「派遣村などの発生からもこの問題は分かる」と、ゴミ屋敷問題と派遣切り問題を結び付けて語った。
消費税の構造に早くから疑念を呈する。2011年11月20日、『日曜討論』（NHK）に出演した際は、「消費税は下請け、つまり赤字経営の中小自営業者に転嫁される。最下層を助けるために、底辺から二番目の層を犠牲にしていいのか」「このままでは自殺者がさらに増えることになる」と前原誠司に詰め寄った。
2012年、『「東京電力」研究 排除の系譜』で、第3回いける本大賞を受賞。2013年4月より、放送倫理・番組向上機構（BPO）放送倫理検証委員会委員。2019年3月末日退任。

## 人物
- 父は1956年までシベリアにおり、約23年後の1979年に亡くなるまで公安の視察下に置かれていた。斎藤貴男本人によると「就職にも大いに影響した」とのこと[10]。

## 著書

### 単著
- 『国が騙した――NTT株の犯罪』（1993年、文藝春秋）
- 『夕やけを見ていた男――評伝梶原一騎』（1995年、新潮社）
  - 改題『梶原一騎伝』（2001年、新潮文庫）
  - 改題『梶原一騎伝　夕やけを見ていた男』（2005年、文春文庫）
  - 改題『「あしたのジョー」と梶原一騎の奇跡』（2016年、朝日文庫）
- 『源泉徴収と年末調整――納税者の意識を変えられるか』（1996年、中公新書）
  - 改題『大増税のカラクリ―サラリーマン税制の真相』（2006年、ちくま文庫）
- 『ワクチンの作られ方・打たれ方――メーカー事情から被害者訴訟まで』（1996年、ジャパンマシニスト社）
- 『カルト資本主義――オカルトが支配する日本の企業社会』（1997年、文藝春秋　2000年、文春文庫）　　
  - 改題『カルト資本主義　増補版』（2019年、ちくま文庫）
- 『プライバシー・クライシス』（1999年、文春新書）
- 『精神の瓦礫――ニッポン・バブルの爪痕』（1999年、岩波書店）
  - 改題『バブルの復讐――精神の瓦礫』（2003年、講談社文庫）
- 『機会不平等』（2000年、文藝春秋　2004年、文春文庫　2016年、岩波現代文庫）
- 『外資系で働けますか――あなたを待ち受ける人生』（2000年、光文社）
- 『人間破壊列島』（2001年、太陽企画出版）
  - 改題『国家に隷従せず』（2004年、ちくま文庫）
- 『サラリーマン税制に異議あり!』（2001年、NTT出版）
- 『経済小説がおもしろい。――日本の未来を解く30冊』（2001年、日経BP社）
- 『ビジネスマン、必読。――会社と国、そして自由を考える100冊』（2001年、日経ビジネス人文庫）
- 『小泉改革と監視社会』（2002年、岩波ブックレット）
- 『斎藤貴男 起業家に会いにゆく』（2002年、日本実業出版社）
- 『空疎な小皇帝――「石原慎太郎」という問題』（2003年、岩波書店　2006年、ちくま文庫）
  - 改題『東京を弄んだ男　「空疎な小皇帝」石原慎太郎』（2011年、講談社文庫）
- 『日本人を騙す39の言葉』（2003年、青春出版社）
  - 改題『不屈のために――階層・監視社会をめぐるキーワード』（2005年、ちくま文庫）
- 『希望の仕事論』（2004年、平凡社新書）
- 『教育改革と新自由主義』（2004年、子どもの未来社）
- 『人を殺せと言われれば、殺すのか――自由のための書評&ルポ集』（2004年、太陽企画出版）
- 『安心のファシズム――支配されたがる人びと』（2004年、岩波新書）
- 『絶望禁止!』（2004年、日本評論社）
- 『「非国民」のすすめ』（2004年、筑摩書房　2007年、ちくま文庫）
- 『人間選別工場　新たな高校格差社会』（2005年、同時代社）
- 『ルポ改憲潮流』（2006年、岩波新書）
- 『分断される日本』（2006年、角川書店　2008年、角川文庫）
- 『みんなで一緒に「貧しく」なろう――斎藤貴男対談集』（2006年、かもがわ出版）
- 『住基ネットの〈真実〉を暴く――管理・監視社会に抗して』（2006年、岩波ブックレット）
- 『報道されない重大事』（2007年、ちくま文庫）
- 『「心」が支配される日』（2008年、筑摩書房）
  - 改題『「心」と「国策」の内幕』（2011年、ちくま文庫）
- 『メディア＠偽装』（2008年、マガジンハウス）
- 『カナリアが沈黙するまえに』（2008年、同時代社）
- 『強いられる死　自殺者三万人超の実相』（2009年、角川学芸出版　2012年、河出文庫）
- 『いま、立ち上がる　大転換に向かう"弱肉強食"時代』（2009年、筑摩書房）
- 『経済学は人間を幸せにできるのか』（2010年、平凡社）
- 『消費税のカラクリ』（2010年、講談社現代新書）
  - 『決定版　消費税のカラクリ』(2019年、ちくま文庫）
- 『消費増税で日本崩壊』（2010年、ベスト新書）
- 『民意のつくられかた』（2011年、岩波書店　2014年、岩波現代文庫）
- 『「東京電力」研究　排除の系譜』（2012年、講談社　2015年、角川文庫）
- 『私がケータイを持たない理由』（2012年、祥伝社新書）
- 『安倍改憲政権の正体』（2013年、岩波ブックレット）
- 『ポスト成長神話の日本経済　「アベノミクス」を問う』（2013年、かもがわ出版）
- 『戦争のできる国へ──安倍政権の正体』（2014年、朝日新書）
- 『ちゃんとわかる消費税』（2014年、河出書房新社・『14歳の世渡り術』シリーズ）
- 『民主主義はいかにして劣化するか』（2014年、ベスト新書）
- 『子宮頸がんワクチン事件』（2015年、集英社インターナショナル）
- 『ジャーナリストという仕事』（2016年、岩波ジュニア新書）
- 『「マイナンバー」が日本を壊す』（2016年、集英社インターナショナル）
- 『ゲンダイ・ニッポンの真相』（2016年、同時代社）
- 『失われたもの』（2016年、みすず書房）
- 『国民のしつけ方』（2017年、インターナショナル新書）
- 『健太さんはなぜ死んだか―警官たちの「正義」と障害者の命』（2017年、山吹書店）
- 『戦争経済大国』（2018年、河出書房新社）
- 『勇気を失うな　心に太陽を持て』（2018年、同時代社）
- 『日本が壊れていく――幼稚な政治、ウソまみれの国』（2018年、ちくま新書）
- 『「明治礼賛」の正体』（2018年、岩波ブックレット）
- 『平成とは何だったのか――「アメリカの属州」化の完遂』（2019年、秀和システム）
- 『驕る権力、煽るメディア』（2019年、新日本出版社）

### 児童書
- 『いちばんたいせつなもの』（2021年、新日本出版社）

### 共著
- 『リアル国家論』（2000年、教育史料出版会）共著：宮台真司・宮崎哲弥・網野善彦・姜尚中・辛淑玉・加納美紀代・藤井誠二・樹村みのり・太田昌国・沢田竜夫・梅野正信
- 『いったい、この国はどうなってしまったのか!』（2003年、日本放送出版協会）共著：魚住昭
- 『文筆生活の現場』（2004年、中公新書ラクレ）
- 『平和と平等をあきらめない』（2004年、晶文社）共著：高橋哲哉
- 『言論統制列島――誰もいわなかった右翼と左翼』（2005年、講談社）共著：鈴木邦男・森達也
  - 改題『言論自滅列島』（2011年、河出文庫）
- 『禁煙ファシズムと戦う』（2005年、ベスト新書）共著：小谷野敦・栗原裕一郎
- 『ニッポン不公正社会』（2006年、平凡社）共著：林信吾
- 『戦争で得たものは憲法だけだ―憲法行脚の思想』（2006年、七つ森書館）共著：落合恵子・香山リカ・姜尚中・佐高信・城山三郎・森永卓郎・辛淑玉ほか
- 『払いません。　ナンデ？モッタイナイ！』（2006年、三五館）共著：和合秀典・本多勝一・今井亮一・日向咲嗣・松谷宏・堀泰夫・浦井裕樹・日下部雅喜
- 『続 いったい、この国はどうなってしまったのか!――メディア時評2003年4月-2006年11月』（2006年、日本放送出版協会）共著：魚住昭・目取真俊
- 『日本人と戦争責任――元戦艦武蔵乗務員の「遺書」を読んで考える』（2007年、高文研）共著：森達也
- 『あなたは戦争で死ねますか』（2007年、生活人新書）共著：沼田鈴子、広岩近広、知念ウシ
- 『君、殺したまうことなかれ―憲法行脚の思想 2』（2007年、七つ森書館）共著：香山リカ・姜尚中・佐高信・澤地久枝・高橋哲哉・土井たか子ほか
- 『超日本国憲法』（2007年、講談社）共著：潮匡人、鈴木邦男、林信吾
- 『石原慎太郎よ、退場せよ！』（2009年、洋泉社新書）共著：吉田司
- 『虚飾の経営者 稲盛和夫』（2010年、金曜日）共著：佐高信
- 『税が悪魔になるとき』（2012年、新日本出版社）共著：湖東京至
- 『消費税増税 「乱」は終わらない』（2012年、同時代社）共著：植草一秀
- 『遺言 「財界の良心」から反骨のジャーナリストへ』（2013年、青灯社）共著：品川正治
- 『「共謀罪」なんていらない?!――これってホントに「テロ対策」？』（2016年、合同出版）共著：山下幸夫・保坂展人・足立昌勝・海渡雄一
- 『誰も語らなかった 首都腐敗史』（2017年、成甲書房）共著：森田実
- 『生前退位‐天皇制廃止‐共和制日本へ』（2017年、第三書館）共著：杉村昌昭、絓秀実、下平尾直、堀内哲
- 『新にっぽん診断 – 腐敗する表層、壊死する深層』（2020年、三一書房）共著：前田朗

### 共編著
- 『住基ネットと監視社会』（2003年、日本評論社）共著：田島泰彦・山本博
- 『封印される不平等』（2004年、東洋経済新報社）共著：橘木俊詔・苅谷剛彦・佐藤俊樹
- 『成果主義神話の崩壊』（2005年、旬報社）共著：東京管理職ユニオン
- 『「治安国家」拒否宣言――「共謀罪」がやってくる』（2005年、晶文社）共著：沢田竜夫
- 『ジャーナリズムの条件3　メディアの権力性』（2005年、岩波書店）共著：佐野眞一・大塚将司・川﨑泰資・北村肇・築地達郎・大滝純治ほか
- 『教育格差と階層化――斎藤貴男対談集 自己教育する身体をとりもどそう』（2005年、批評社）編集：「教育改革」研究会
- 『憲法が変わっても戦争にならないと思っている人のための本』（2006年、日本評論社　ISBN 978-4535515253）共著：高橋哲哉
  - 改題『憲法が変わっても戦争にならない？』（2013年、ちくま文庫）
- 『現代の貧困と不平等　日本・アメリカの現実と反貧困戦略』（2007年、明石書店）共著：青木紀・杉村宏
- 『日本をだめにする40の悪法』（2007年、合同出版）共著：石埼学
- 『格差社会を越えて』（2012年、東京大学出版会）共著：宇沢弘文・橘木俊詔・内山勝久
- 『徹底検証 日本の右傾化』（2017年、筑摩書房）共著：塚田穂高
- 『徹底検証　教育勅語と日本社会――いま、歴史から考える』（2017年、岩波書店）編集：岩波書店編集部

### 漫画原作
鉄屋三三二名義
- 『特派記者ドッポ』1～3巻（画・田中つかさ、1997、98年、文藝春秋）

## 出演
- デモクラシータイムス（YouTube、不定期）